# Ploiaria macrophthalma
Ploiaria macrophthalma är en insektsart som först beskrevs av Carl August Dohrn 1860.  Ploiaria macrophthalma ingår i släktet Ploiaria och familjen rovskinnbaggar. Inga underarter finns listade i Catalogue of Life.